# Hōrōki
Hōrōki (放浪記, lit. "andanças") (bra: Caminhada sem Destino) é um filme de drama japonês de 1962 dirigido por Mikio Naruse e estrelado por Hideko Takamine. É baseado no livro autobiográfico Diário de um Vagabundo escrito por Fumiko Hayashi e de sua adaptação teatral elaborada por Kazuo Kikuta.

## Sinopse
Fumiko Hayashi é uma jovem que não consegue encontrar um emprego decente e foi abandonada pelo namorado. Os amigos de Fumiko dizem a ela que seus escritos sobre sua vida na pobreza são excelentes e impressionantes, mas que nenhuma editora comprará seu romance autobiográfico. Ela continua trabalhando como garçonete e operária de fábrica e se junta a outro aspirante a escritor, Fukuchi, que também tem lutado para vender suas obras. Apesar dela fazer tudo o que pode por ele, além de cuidar dele enquanto sofre de tuberculose, Fukuchi abusa verbalmente e, eventualmente, fisicamente de Fumiko. Ela se afasta, retorna e o abandona novamente. Yasuoka, um homem gentil e trabalhador, ajuda Fumiko de todas as maneiras possíveis e pede sua mão em casamento, mas ela rejeita a proposta - já que para Fumiko, Yasuoka é mais um amigo íntimo do que um futuro marido. Após essas lutas, o filme termina com cenas exibindo seus sucessos literários.

## Elenco
- Hideko Takamine como Fumiko Hayashi
- Akira Takarada como Fukuchi
- Daisuke Katō como Yasuoka
- Tatsuo Endō como editor-chefe
- Kinuyo Tanaka como Kishi, mãe de Fumiko

## Legado
Hōrōki foi exibido no Museu de Arte Moderna de Nova York em 1985 e no Harvard Film Archive em 2005 como parte de suas retrospectivas sobre as obras do diretor Mikio Naruse.